# Lozanna
Lozanna (fr., niem. Lausanne; wł., rm. Losanna; frp. Losena; hist. Lausannen, Losannen) – miasto i gmina (commune) w zachodniej Szwajcarii, siedziba administracyjna kantonu Vaud oraz okręgu (district) Lozanna. Leży nad Jeziorem Genewskim, ok. 64 km na północny wschód od Genewy, ok. 100 km na południe od Berna.

## Demografia
Według danych z 31 grudnia 2021 miasto liczyło 141 418 mieszkańców, jest czwartym pod względem liczby ludności miastem Szwajcarii. W 2021 roku 41,9% populacji gminy stanowiły osoby urodzone poza Szwajcarią. Najliczniejszą grupę obcokrajowców reprezentują Francuzi (18%), Portugalczycy (17%) oraz Włosi (11%). Połowa gospodarstw domowych jest zamieszkana przez jedną osobę, około 20% stanowią pary z dziećmi. Obszar aglomeracji miasta liczy około 400 000 mieszkańców.
W przeciągu 28 lat (od 1990) w Lozannie odnotowano ponad 8% wzrost liczby mieszkańców.

## Historia
Miasto położone jest na stoku opadającym ku jezioru, o mocno urozmaiconej powierzchni. Dawne Cité było usytuowane na wyniosłym wzgórzu i zupełnie odwrócone od jeziora, od którego oddziela je głęboka dolina potoku Flon. Wykopaliska archeologiczne wykazały, że miejsce to było zamieszkane przez człowieka już w neolicie. Na pd.-zach. od Cité, na terenie dzisiejszej dzielnicy Vidy, w II wieku p.n.e. istniała osada pochodzenia celtyckiego o nazwie Lousonna, otoczona drewnianą palisadą, która wkrótce stała się jednym z 12 miast Helwetów. Przebiegał tu szlak handlowy z Italii do Galii.
Po zwycięstwie nad Helwetami pod Bibracte w 58 p.n.e. Rzymianie zbudowali na tym miejscu obóz wojskowy, który nazwali Lausanna. Po upadku Cesarstwa Rzymskiego, Lozanna została przeniesiona na bardziej obronne wzgórza. Miastem, które wkrótce powstało, władali od połowy V w. Burgundowie, po czym weszło ono w skład państwa Franków. Po podziale państwa frankońskiego w 843 wybrzeża Jeziora Genewskiego weszły w skład Królestwa Italii z Lotaryngią króla Lotara. Od 888 Lozanna należała do królestwa Burgundii (Arelatu), od 1033 w ramach Świętego Cesarstwa Rzymskiego. Po upadku królestwa Burgundii w XIII w. miastem władali rezydujący w zamku Chillon hrabiowie sabaudzcy, a od 1416 roku – książęta sabaudzcy.
Pod koniec VI w. powstało w Lozannie biskupstwo, a biskup Lozanny stał się jednym z największych panów feudalnych ówczesnej Szwajcarii. W średniowieczu duże znaczenie religijne miasta szło w parze z jego pozycją polityczną i ekonomiczną. W tym czasie Lozanna rozrosła się o dzielnice skupione wokół placów: Place du Bourg, Place de la Palud, Place de St-Pierre, Place de St-François, Place de St-Laurent, w których skupiał się handel i działalność rzemieślnicza. Znaczenie Lozanny jako ośrodka handlowego rosło. Około 1200 r. liczyła ona ponad 2 tysiące mieszkańców. W XIII w. w mieście ulokowały się klasztory wielu zakonów. W 1173 rozpoczęto budowlę gotyckiej katedry NMP (Notre-Dame) – jej poświęceniu w 1275 przez księcia-biskupa Wilhelma de Champvent towarzyszyła msza dziękczynna, którą odprawił papież Grzegorz X, a w uroczystości uczestniczył Rudolf Habsburg (w 1938 koncertował tu Ignacy Paderewski). W latach 1400–1430 wybudowano z cegły i piaskowca zamek Saint-Maire.
W 1529 roku do Lozanny przybywa pochodzący z Delfinatu jeden z najwybitniejszych humanistów francuskich tamtych czasów i jednocześnie zwolennik reformacji, Wilhelm Farel. W 1536 roku Lozannę, a później cały obecny kanton Vaud zajęło zbrojnie Berno, które już wcześniej przyjęło reformację protestancką. Kościoły katolickie, z wyjątkiem katedry i kościoła pod wezwaniem Św. Franciszka, uległy likwidacji.
W 1723 r. berneńczycy krwawo stłumili próbę mieszkańców kraju Vaud uzyskania niepodległości. Przywódca ruchu, major Abraham Davel, został skazany na śmierć i ścięty 24 kwietnia 1723 r. w Vidy.
W 1797 miasto ze swoimi wojskami odwiedził Napoleon Bonaparte.
W 1803 utworzono kanton Vaud ze stolicą w Lozannie. Do rozwoju turystyki, przyczyniło się otwarcie linii kolejowej w 1856.
W okresie I wojny światowej Lozanna była jednym z ośrodków, wokół których grupowała się polska emigracja polityczna. 15 sierpnia 1917 z inicjatywy przebywającego tu wówczas Romana Dmowskiego został w Lozannie założony Komitet Narodowy Polski.
W latach 1922–1923 obradująca w tym mieście konferencja międzynarodowa opracowała traktat pokojowy po wojnie grecko-tureckiej.

## Zabytki
|  | Katedra NMP (Notre-Dame) z 1173–1275. Jeden z najstarszych gotyckich kościołów Europy Środkowej. |
|  | Zamek Saint-Maire (1400–1430). Zamek, zbudowany z kamienia i cegły, był siedzibą dawnego biskupstwa, a następnie baliwów berneńskich. Od 1803 jest siedzibą władz kantonu Vaud. Na parterze cenne freski z końca XV w., odkryte na początku wieku XX. Na placu przed zamkiem pomnik przedstawiający Abrahama Davela (1670-1723), znanego jako „Major Davel”, bojownika o niezależność Pays de Vaud od Berna. |
|  | Kościół pw. św. Franciszka (Saint-François) z XIII w. wybudowany przez zakon franciszkanów w stylu architektury gotyckiej około 1270. |
|  | Pałac Ouchy (1888–1893). Wybudowany w stylu neogotyckim, według projektu architekta Francisa Isoza. |

## Muzea

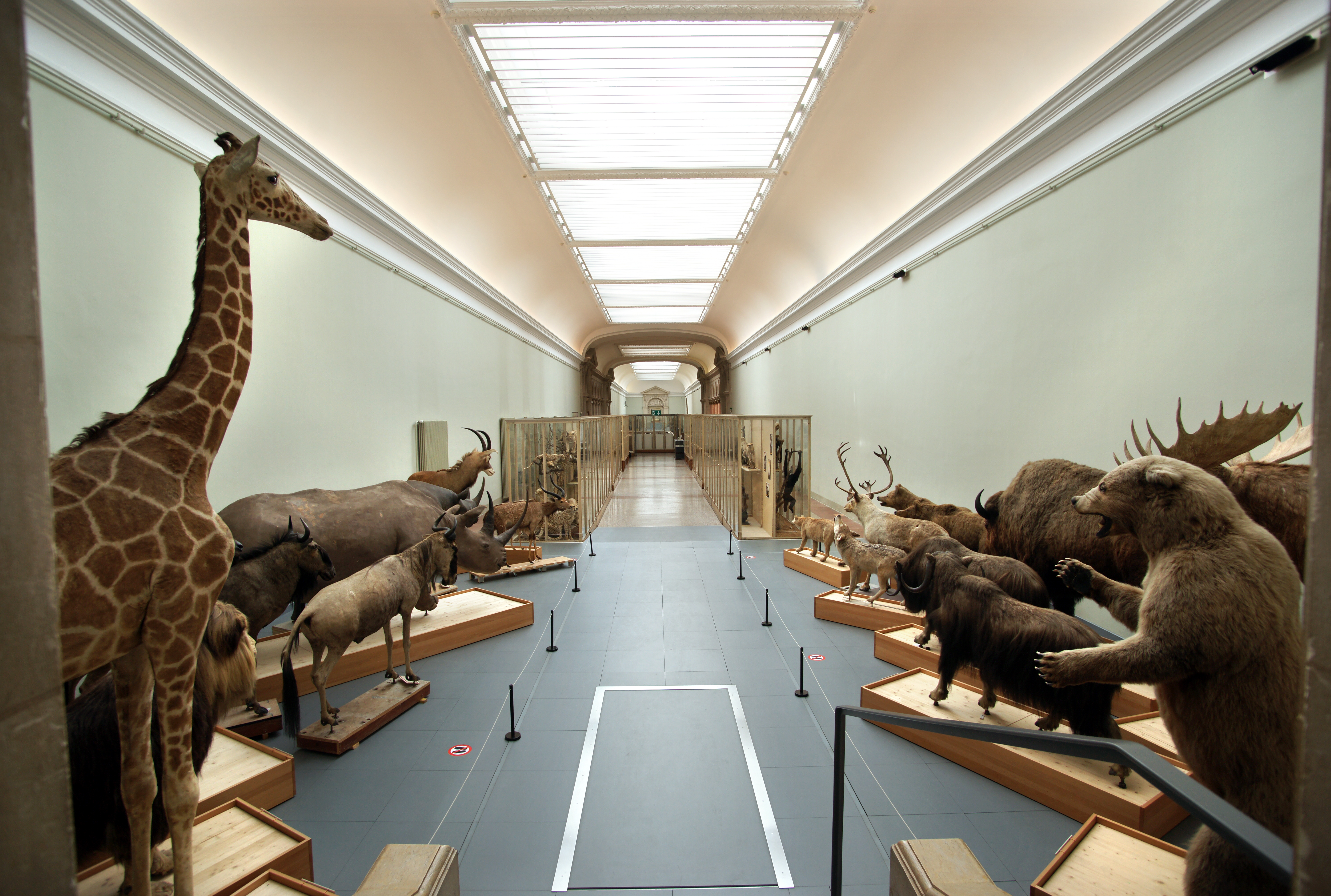
Kantonalne Muzeum Zoologii (Musée cantonal de zoologie)

W Lozannie funkcjonuje dwadzieścia muzeów, jest to m.in.: Muzeum Olimpijskie (Musée olympique), Collection de l’Art Brut (dzieła twórców samouków), Kantonalne Muzeum Archeologiczno-Historyczne (Musée cantonal d’archéologie et d’histoire), Kantonalne Muzeum Sztuk Pięknych (Musée cantonal des Beaux-Arts), Photo Elysée (muzeum poświęcone fotografii), Muzeum Geologiczne (Musée cantonal de géologie), Muzeum Historyczne Lozanny (Musée historique Lausanne), Muzeum i Kantonalny Ogród Botaniczny (Musée et jardins botaniques cantonaux) oraz Kantonalne Muzeum Zoologii.

## Uczelnie

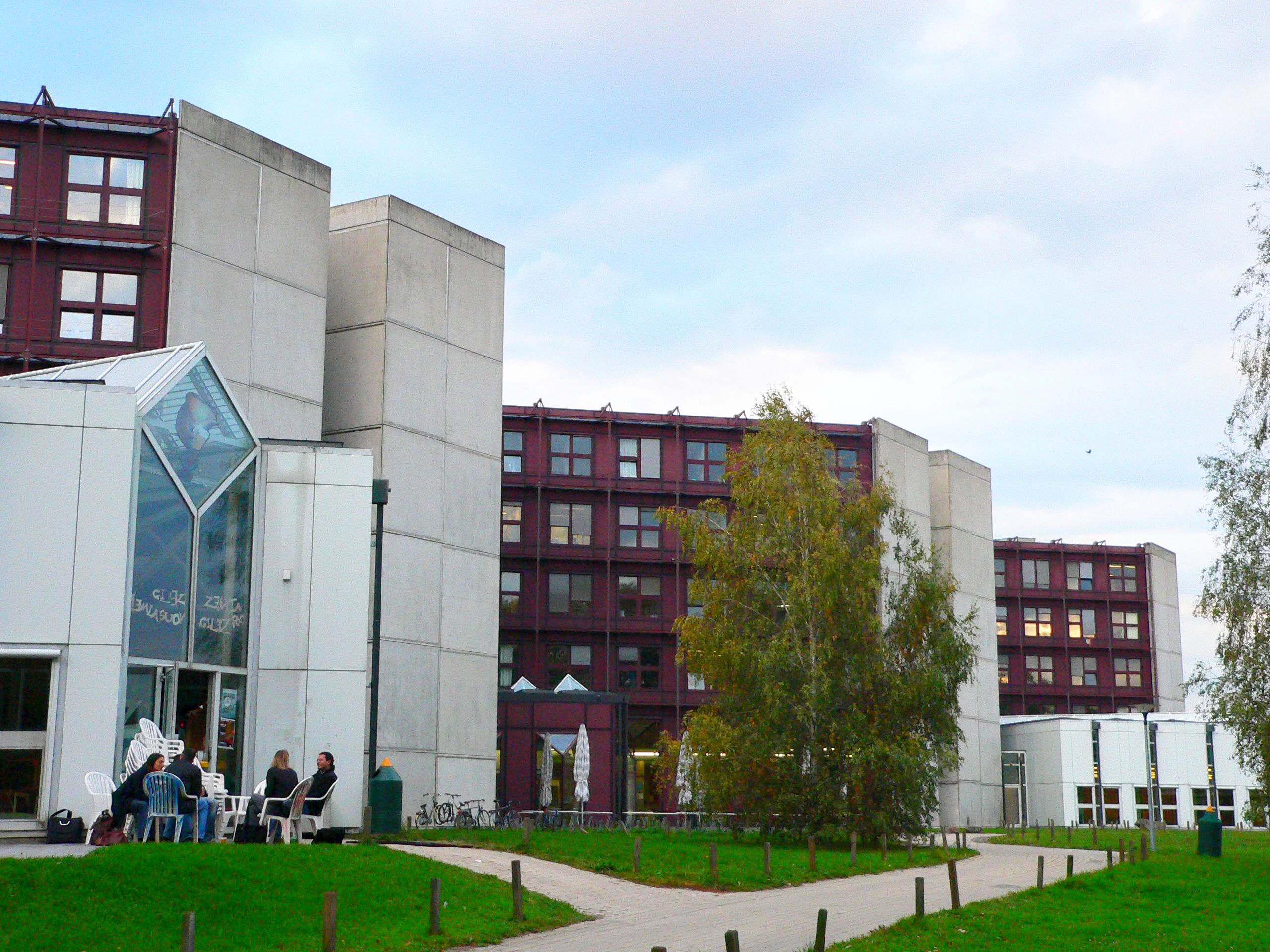
Uniwersytet w Lozannie

- Uniwersytet (UNIL)
- Politechnika Federalna

## Transport
Miasto jest węzłem drogowym i kolejowym, funkcjonuje tu również port lotniczy Lozanna-La Blécherette oraz stacja kolejowa Lausanne. Do 1964 w mieście jeździły tramwaje. Obecnie do środków komunikacji publicznej zalicza się trolejbusy i metro.
Przez teren miasta przebiegają autostrada A9 oraz drogi główne nr 1, nr 9, nr 5, nr 134, nr 138, nr 141, nr 148 i nr 150. 

## Sport
W Lozannie swoją siedzibę ma Międzynarodowy Komitet Olimpijski oraz Centrum Studiów Olimpijskich. Swoją główną siedzibę światową ma tu również Trybunał Arbitrażowy ds. Sportu. W mieście rozgrywany jest mityng lekkoatletyczny Athletissima.

### Drużyny sportowe
| Dyscyplina      | Nazwa/klub        |
| --------------- | ----------------- |
| Hokej na lodzie | Lausanne HC       |
| Piłka nożna     | FC Lausanne-Sport |
| Piłka siatkowa  | Lausanne UC       |

### Obiekty sportowe
| Obiekt                         | Przeznaczenie  | Zdjęcie |
| ------------------------------ | -------------- | ------- |
| Stade Olympique de la Pontaise | wielofunkcyjny |         |

## Współpraca
Miejscowość partnerska:
- Osijek, Chorwacja

## Osoby

### urodzone w Lozannie
- Mirwais Ahmadzaï (1960), muzyk
- Alejo Carpentier (1904), pisarz
- Stéphane Chapuisat (1969), piłkarz
- Benjamin Constant (1767), pisarz
- Jean-François Leuba (1934), prawnik
- Ludovic Magnin (1979), piłkarz
- Marie-Gaïané Mikaelian (1984), tenisistka
- Théophile Alexandre Steinlen (1859), malarz
- Karol Sycylijski (1938), książę Kalabrii
- Roger Verey (1912), wioślarz
- Michał Żółtowski (1915), pisarz[13]